# زاوية البحر
قرية زاوية البحر هي إحدى القرى التابعة لمركز كوم حمادة في محافظة البحيرة في جمهورية مصر العربية. حسب إحصاءات سنة 2006، بلغ إجمالي السكان في زاوية البحر 5744 نسمة، منهم 2929 رجل و2815 امرأة.

## التاريخ
قرية زاوية البحر من القرى القديمة، حيث كانت محل قرية كانت تسمى «الرافقة»، وردت في كتاب المسالك والممالك لابن خرداذبه، فقال: «إنها واقعة على النيل على بعد 24 ميلاً من كوم شريك، و22 ميلاً في شمال الطرانة، وعندها يخرج خليج الإسكندرية»، ووردت في كتاب «أحسن التقاسيم في معرفة الأقاليم» للمقدسي عند كلامه على المسافات بين الإسكندرية والفسطاط بإقليم البحيرة.
 وفي التربيع العثماني عُرفت باسمها الحالي، الذي وردت به في دفتر المقاطعات سنة 1079هـ/1668م، وفي تاريخ سنة 1228هـ/1813م.